# Liste der Biografien/Haud
Liste der Biografien |
Portal Biografien |
Personensuche
# |
A |
B |
C |
D |
E |
F |
G |
H |
I |
J |
K |
L |
M |
N |
O |
P |
Q |
R |
S |
T |
U |
V |
W |
X |
Y |
Z |
?
 
Ha |
Hd |
He |
Hi |
Hj |
Hk |
Hl |
Hm |
Hn |
Ho |
Hr |
Hs |
Ht |
Hu |
Hv |
Hw |
Hy
 
Haa |
Hab |
Hac |
Had |
Hae–Haf |
Hag |
Hah |
Hai |
Haj |
Hak |
Hal |
Ham |
Han |
Hao |
Hap |
Haq |
Har |
Has |
Hat |
Hau |
Hav |
Haw |
Hax |
Hay |
Haz
 
Haua |
Haub |
Hauc |
Haud |
Haue |
Hauf |
Haug |
Hauk |
Haul |
Haum |
Haun |
Hauo |
Haup |
Haur |
Haus |
Haut |
Hauv |
Hauw |
Haux |
Hauy |
Hauz
Die Liste der Biografien führt alle Personen auf, die in der deutschsprachigen Wikipedia einen Artikel haben. Dieses ist eine Teilliste mit 15 Einträgen von Personen, deren Namen mit den Buchstaben „Haud“ beginnt.

## Haud

### Hauda
- Hauda, Bianca (* 1984), deutsche Hörfunk- und Fernsehmoderatorin

### Haude
- Haude, Ambrosius (1690–1748), deutscher Buchhändler und Verleger
- Haude, Jan (* 1981), deutscher Politiker (Bündnis 90/Die Grünen)
- Haude, Karen, deutsche Hockeynationalspielerin
- Haudebourt-Lescot, Hortense (1784–1845), französische Malerin des Klassizismus
- Haudent, Guillaume († 1557), französischer Dichter und Übersetzer
- Haudepin, Didier (* 1951), französischer Bühnen- und Filmschauspieler, Filmregisseur, Drehbuchautor, Filmproduzent und Filmarchitekt
- Haudepin, Sabine (* 1955), französische Schauspielerin

### Haudi
- Haudimont, Joseph Meunier d’ (* 1751), französischer Komponist und Kapellmeister

### Haudr
- Haudricourt, André-Georges (1911–1996), französischer Linguist und Anthropologe

### Haudu
- Haudum, Clemens (* 1978), deutscher Gesangspädagoge
- Haudum, Hedwig (1920–1990), österreichische Schriftstellerin und Komponistin
- Haudum, Katharina (* 1990), österreichische SchauspielerinKatharina Haudum (* 1990)

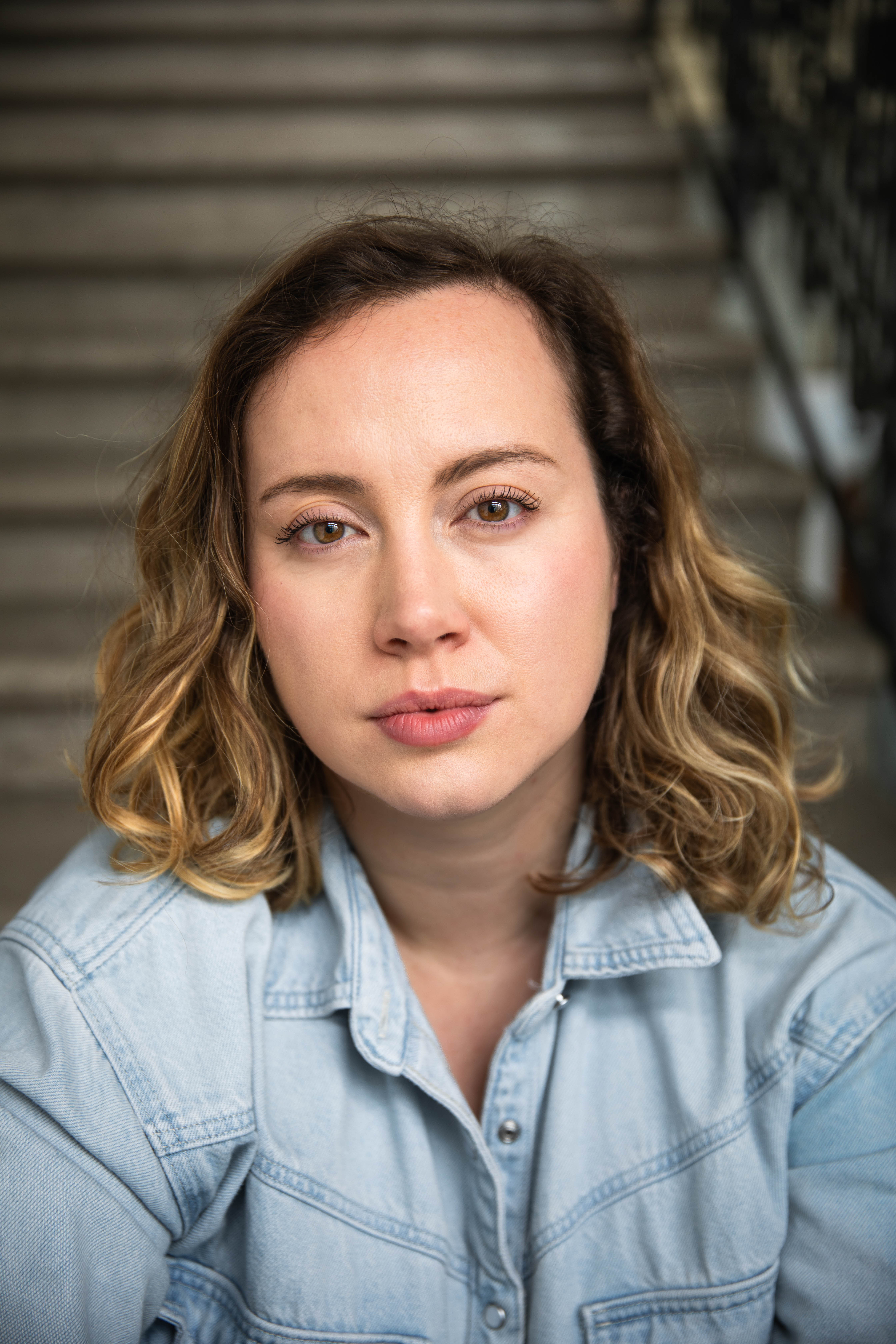
Katharina Haudum (* 1990)

- Haudum, Lukas (* 1997), österreichischer Eishockeyspieler
- Haudum, Stefan (* 1994), österreichischer Fußballspieler